# Rosslyn Range
Rosslyn Range, född 29 november 1933, död 28 maj 2021, var en längdhoppare som tävlade för USA under karriären. Det personliga rekordet 8,03 meter sattes den 14 mars 1955 vid de Panamerikanska spelen i Mexiko City.

## Främsta resultat
| År   | Tävling                    | Stad                     | Resultat | Gren      |
| ---- | -------------------------- | ------------------------ | -------- | --------- |
| 1955 | Panamerikanska spelen 1955 | Mexico City, Mexico      | Vinnare  | Längdhopp |
| 1956 | US National Championships  | Bakersfield, Kalifornien | 5:a      | Längdhopp |